# Bumble
Bumble è un'applicazione e rete sociale che permette e facilita l'incontro e la comunicazione tra utenti interessati. La principale differenza con altri servizi di incontri è che, in caso di utenti eterosessuali, solo le donne possono iniziare il primo contatto con utenti uomini. Gli utenti omosessuali possono invece entrambi avanzare il primo contatto per un incontro. Tutti gli utenti liberi hanno 24 ore di tempo per rispondere alle richieste di incontro prima che queste scompaiano.

## Storia
L'applicazione è stata fondata dalla cofondatrice di Tinder, Whitney Wolfe, dopo aver lasciato Tinder. Questo è avvenuto dopo che la Wolfe aveva citato in giudizio la sua ex azienda per discriminazioni sessuali e molestie e venne in seguito stabilito un risarcimento per poco più di 1 milione di dollari statunitensi nel settembre 2014. Tra l'attenzione dei media che circondò la causa, ci fu la conoscenza con il co-fondatore di Badoo, Andrey Andreev, che cercò di dare una mano a Wolfe via e-mail e i due successivamente si incontrarono. Andreev ha suggerito alla Wolfe di tornare a lavorare ad un progetto per incontri tra persone e insieme hanno reclutato allo scopo il collega di Tinder Chris Gulzcynski e Sarah Mick per lanciare Bumble.